# 나가사키현 선거구
나가사키현 선거구(일본어: 長崎県選挙区)는 일본의 참의원 선거구이다.

## 선거구 정보
| 지역      | 나가사키현 전역          |
| 의원 정수 | 2명 (개선 정수 1명)      |
| 유권자 수 | 1,106,354명 (2022년 9월) |

## 역대 의원
| 홀수회                       | 홀수회        | 짝수회        | 짝수회                           |
| 의원                         | 선거          | 선거          | 의원                             |
| ---------------------------- | ------------- | ------------- | -------------------------------- |
| 후지노 시게오 (무소속)       | 1947년 제1회  | 1947년 제1회  | 시미즈 다케오 (일본사회당)       |
| 후지노 시게오 (무소속)       |               | 1948년 보궐   | 가도야 모리이치 (민주당)         |
| 후지노 시게오 (무소속)       |               | 1950년 제2회  | 아키야마 슌이치로 (자유당)       |
| 후지노 시게오 (자유당)       | 1953년 제3회  |               | 아키야마 슌이치로 (자유당)       |
| 후지노 시게오 (자유당)       |               | 1956년 제4회  | 아키야마 슌이치로 (자유민주당)   |
| 후지노 시게오 (자유민주당)   | 1959년 제5회  |               | 아키야마 슌이치로 (자유민주당)   |
| 후지노 시게오 (자유민주당)   |               | 1962년 제6회  | 구보 간이치 (자유민주당)         |
| 다우라 나오조 (자유민주당)   | 1965년 제7회  |               | 구보 간이치 (자유민주당)         |
| 다쓰타 다쓰히코 (일본사회당) | 승계          |               | 구보 간이치 (자유민주당)         |
| 다쓰타 다쓰히코 (일본사회당) |               | 1968년 제8회  | 구보 간이치 (자유민주당)         |
| 다쓰타 다쓰히코 (일본사회당) |               | 1970년 보궐   | 하쓰무라 다키이치로 (자유민주당) |
| 나카무라 데이지 (자유민주당) | 1971년 제9회  |               | 하쓰무라 다키이치로 (자유민주당) |
| 나카무라 데이지 (자유민주당) |               | 1974년 제10회 | 하쓰무라 다키이치로 (자유민주당) |
| 나카무라 데이지 (자유민주당) | 1977년 제11회 |               | 하쓰무라 다키이치로 (자유민주당) |
| 나카무라 데이지 (자유민주당) |               | 1980년 제12회 | 하쓰무라 다키이치로 (자유민주당) |
| 미야지마 히로시 (자유민주당) | 1983년 제13회 |               | 하쓰무라 다키이치로 (자유민주당) |
| 미야지마 히로시 (자유민주당) |               | 1986년 제14회 | 하쓰무라 다키이치로 (자유민주당) |
| 시노자키 도시코 (일본사회당) | 1989년 제15회 |               | 하쓰무라 다키이치로 (자유민주당) |
| 시노자키 도시코 (일본사회당) |               | 1992년 제16회 | 마쓰타니 소이치로 (자유민주당)   |
| 다우라 다다시 (신진당)       | 1995년 제17회 |               | 마쓰타니 소이치로 (자유민주당)   |
| 다우라 다다시 (신진당)       |               | 1998년 제18회 | 마쓰타니 소이치로 (자유민주당)   |
| 다우라 다다시 (자유민주당)   | 2001년 제19회 |               | 마쓰타니 소이치로 (자유민주당)   |
| 다우라 다다시 (자유민주당)   |               | 2004년 제20회 | 이누즈카 다다시 (민주당)         |
| 오쿠보 유키시게 (민주당)     | 2007년 제21회 |               | 이누즈카 다다시 (민주당)         |
| 오쿠보 유키시게 (민주당)     |               | 2010년 제22회 | 가네코 겐지로 (자유민주당)       |
| 고가 유이치로 (자유민주당)   | 2013년 제23회 |               | 가네코 겐지로 (자유민주당)       |
| 고가 유이치로 (자유민주당)   |               | 2016년 제24회 | 가네코 겐지로 (자유민주당)       |
| 고가 유이치로 (자유민주당)   | 2019년 제25회 |               | 가네코 겐지로 (자유민주당)       |
| 고가 유이치로 (자유민주당)   |               | 2022년 제26회 | 야마모토 게이스케 (자유민주당)   |

## 최근 선거 결과

### 2016년 (제24회)
|  | 52.90% |

|  | 44.91% |

|  | 2.19% |

### 2019년 (제25회)
|  | 51.48% |

|  | 44.68% |

|  | 3.84% |

### 2022년 (제26회)
|  | 50.07% |

|  | 29.19% |

|  | 10.28% |

|  | 5.03% |

|  | 4.09% |

|  | 1.33% |

## 같이 보기
- 나가사키현 제1구
- 나가사키현 제2구
- 나가사키현 제3구
- 나가사키현 제4구